# Momence
Momence är en ort i Kankakee County i Illinois. Orten har fått sitt namn efter Isadore Momence som gifte sig med dottern till en indianhövding. Enligt 2020 års folkräkning hade Momence 3 117 invånare.

## Kända personer från Momence
- Don Bacon, militär och politiker